# Андреев, Николай Петрович (генерал)
Николай Петрович Андреев, 1-й (17.05.1838 — 2.09.1927, Харбин) — русский военный педагог, генерал-лейтенант, директор Сибирского кадетского корпуса

## Происхождение
Православный. Из дворян Санкт-Петербургской губернии. Женат, имел 6 детей.

## Биография
16.06.1855 года вступил в службу.
В 1856 году окончил Константиновский кадетский корпус; 16 июня 1856 года произведен в прапорщики гвардии.
В 1858 году окончил Михайловскую артиллерийскую академию по 1-му разряду.
В 1858 году — подпоручик гвардии (ст. 24.07.1858), переименован в поручики армии.
С декабря 1858 — по октябрь 1859 года состоял в геодезическом отделении Николаевской Академии генерального штаба.
5.01.1860-4.10.1862 — репетитор по математике в Константиновском училище.
В 1862—1866 гг. — преподаватель Полоцкого кадетского корпуса.
В августе 1866 г. переведен в Сибирскую военную гимназию. Прибыл в Омск 22 октября 1866 г.
22.10.1866-15.10.1880 — преподаватель математики Сибирского кадетского корпуса.
В 1865 году — штабс-капитан (ст. 25.08.1865)
В 1867 году — капитан (ст. 21.08.1867).
С 1872 года — подполковник (ст. 17.08.1872).
15.10.1880-22.03.1902 — инспектор классов Сибирской военной гимназии, инспектор учебной части.
В 1881 году — полковник за отличие со ст. 12.04.1881
С 1902 года — генерал-майор со ст. 14.04.1902.
22.03.1902-1907 — директор Сибирского кадетского корпуса.
С 1907 года — в отставке с производством в генерал-лейтенанты.
Андреев Николай Петрович был членом Омского общества любителей музыки (1870—1876), дирекции Омского отделения Императорского Русского музыкального общества (ИРМО) (c 1876).
После 1917 года в эмиграции в Китае. Умер в Харбине и был похоронен на Новом (Успенском) кладбище.

## Награды
- Орден Св. Станислава 3 ст. (1886),
- Орден Св. Анны 3 ст. (1868),
- Орден Св. Станислава 2 ст. (1870),
- Императорская корона к Ордену Св. Станислава 2 ст. (1872),
- Орден Св. Анны 2 ст. (1874),
- Орден Св. Владимира 4 ст. (1878),
- Орден Св. Владимира 3 ст. (1882),
- Знак за беспорочную службу «XL лет» (1897)
- Орден Св. Станислава 1 ст. (1906),